# Veliki bulevar (Budimpešta)
Veliki bulevar u Budimpešti (na mađarskom jeziku: Nagykörút, u doslovnom prijevodu: Veliki cestovni prsten) jedna je od najprometnijih i najznačajnijih ulica u glavnom gradu Republike Mađarske. Glavni dio izgrađen je u drugoj polovini 19. stoljeća. Danas se ova ulica proteže samim centrom grada, čineći polukružni oblik te spaja Margaritin (sjeverno) i Petӧfijev (južno) most na Dunavu. Ukupna duljina iznosi oko 4,5 km, dok širina varira od 35 do 40 m.

## Poznate građevine
Na ovom bulevaru smještene su mnoge poznate budimpeštanske zgrade. Poredane od juga prema sjeveru to su: 
| Objekt                        | Ime na mađarskom jeziku     | Namjena              | Godina otvorenja |
| ----------------------------- | --------------------------- | -------------------- | ---------------- |
| WestEnd City Center           | WestEnd City Center         | trgovački centar     | 1999.            |
| Skála Metró                   | Skála Metró                 | trgovački centar     | 1984.            |
| Muzej primijenjene umjetnosti | Magyar Iparművészeti Múzeum | muzej                | 1896.            |
| New York Café                 | New York Kávéház            | kavana               | 1894.            |
| Zapadni željeznički kolodvor  | Nyugati pályaudvar          | željeznički kolodvor | 1877.            |
| Kazalište komedija            | Vígszínház                  | kazalište            | 1896.            |

## Javni prijevoz
Još od 1887. godine sredinom bulevara prometuju tramvaji. Danas su to gradske linije 4 i 6, koje su jedne od najprometnijih tramvajskih linija u Europi. Dnevno prevezu oko 200.000 putnika. Godine 2006. modernizirana su tramvajska vozila i postaje. Na bulevaru se nalaze i četiri stanice podzemne željeznice (od juga prema sjeveru): Nyugati pályaudvar (linija 3), Oktogon (linija 1), Blaha Lujza tér (linija 2) te Ferenc körút (linija 3). Po dovršetku linije 4, bit će dodana i postaja Rákóczi tér.